# If You Leave Me Now
If You Leave Me Now is een single uit 1976 van de Amerikaanse band Chicago. Het is geschreven door bassist-zanger Peter Cetera en was hun grootste hit in Nederland.  Op de B-kant staat Together Again, geschreven en gezongen door trompettist Lee Loughnane.

## Achtergrond
If You Leave Me Now is afkomstig van het album Chicago X, ook wel de “chocolade-elpee” genoemd. Het nummer is een ballad die gaat over een man wiens vrouw hem dreigt te verlaten. De man geeft allerlei redenen waarom zijn vrouw niet weg mag gaan; onder andere omdat zij het belangrijkste deel van zijn leven wegneemt, en omdat de liefde die zij hadden zeldzaam is.
Het nummer werd geschreven door Peter Cetera, die op dat moment de bassist van de band was. De muziek was er al eerder dan de tekst, dus schreef Cetera een tekst op de muziek. De band zag in eerste instantie niets in dit nummer, maar op aanraden van James Guercio, de producer, werd het uiteindelijk als laatste track voor het album opgenomen. Ook toen was men er nog niet uit of het wel op het album opgenomen moest worden. Binnen de gebruikelijke stijl van Chicago vond men het te romantisch. 
Al bij het vorige studioalbum Chicago VIII zagen de fans van het eerste uur dat de band een veel commerciëlere kant op ging. Diezelfde commercie was daar blij mee en de band was uiteraard blij met de inkomsten. Door het succes van de single groeide Peter Cetera uit tot één van de belangrijkste frontmannen en zangers van de band. Het commerciële geluk duurde slechts een paar jaar, want de muzikale koerswijziging leidde in 1985 tot het vertrek van Cetera. Daarna keerde men in de jaren 90 weer terug naar de klassieke jazzrock-stijl.
De single stond wekenlang in hitlijsten en veroverde in bijna elk westers land de top 10. Ook werd het in veel landen een nummer 1-hit, waaronder in de Nederlandse Top 40. Ook wordt het steevast de Top 2000 ingestemd. In Vlaanderen bereikte de plaat de 2e positie in de Radio 2 Top 30.

## Andere uitvoeringen
If You Leave Me Now is diverse malen gecoverd - onder meer door Viola Wills - maar geen daarvan werd echter zo succesvol als het origineel. In 1983 werd de titel gebruikt voor een verzamelalbum van Chicago.
In 2005 volgde Love Songs met daarop een live-versie die gezongen werd door Philip Bailey; deze was in augustus 2004 opgenomen tijdens de eerste dubbeltournee met de collega's van Earth, Wind & Fire.

## Hitnoteringen
| "If You Leave Me Now" in de Nederlandse Top 40 - binnen: 23-10-1976 | "If You Leave Me Now" in de Nederlandse Top 40 - binnen: 23-10-1976 | "If You Leave Me Now" in de Nederlandse Top 40 - binnen: 23-10-1976 | "If You Leave Me Now" in de Nederlandse Top 40 - binnen: 23-10-1976 | "If You Leave Me Now" in de Nederlandse Top 40 - binnen: 23-10-1976 | "If You Leave Me Now" in de Nederlandse Top 40 - binnen: 23-10-1976 | "If You Leave Me Now" in de Nederlandse Top 40 - binnen: 23-10-1976 | "If You Leave Me Now" in de Nederlandse Top 40 - binnen: 23-10-1976 | "If You Leave Me Now" in de Nederlandse Top 40 - binnen: 23-10-1976 | "If You Leave Me Now" in de Nederlandse Top 40 - binnen: 23-10-1976 | "If You Leave Me Now" in de Nederlandse Top 40 - binnen: 23-10-1976 | "If You Leave Me Now" in de Nederlandse Top 40 - binnen: 23-10-1976 | "If You Leave Me Now" in de Nederlandse Top 40 - binnen: 23-10-1976 | "If You Leave Me Now" in de Nederlandse Top 40 - binnen: 23-10-1976 | "If You Leave Me Now" in de Nederlandse Top 40 - binnen: 23-10-1976 | "If You Leave Me Now" in de Nederlandse Top 40 - binnen: 23-10-1976 | "If You Leave Me Now" in de Nederlandse Top 40 - binnen: 23-10-1976 | "If You Leave Me Now" in de Nederlandse Top 40 - binnen: 23-10-1976 |
| Week                                                                | 1                                                                   | 2                                                                   | 3                                                                   | 4                                                                   | 5                                                                   | 6                                                                   | 7                                                                   | 8                                                                   | 9                                                                   | 10                                                                  | 11                                                                  | 12                                                                  | 13                                                                  | 14                                                                  | 15                                                                  | 16                                                                  |                                                                     |
| ------------------------------------------------------------------- | ------------------------------------------------------------------- | ------------------------------------------------------------------- | ------------------------------------------------------------------- | ------------------------------------------------------------------- | ------------------------------------------------------------------- | ------------------------------------------------------------------- | ------------------------------------------------------------------- | ------------------------------------------------------------------- | ------------------------------------------------------------------- | ------------------------------------------------------------------- | ------------------------------------------------------------------- | ------------------------------------------------------------------- | ------------------------------------------------------------------- | ------------------------------------------------------------------- | ------------------------------------------------------------------- | ------------------------------------------------------------------- | ------------------------------------------------------------------- |
| Nummer                                                              | 36                                                                  | 17                                                                  | 14                                                                  | 7                                                                   | 5                                                                   | 3                                                                   | 2                                                                   | 1                                                                   | 1                                                                   | 1                                                                   | 1                                                                   | 4                                                                   | 7                                                                   | 14                                                                  | 26                                                                  | 33                                                                  | uit                                                                 |

| "If You Leave Me Now" in de Nederlandse Single Top 100 - binnen: 23-10-1976 | "If You Leave Me Now" in de Nederlandse Single Top 100 - binnen: 23-10-1976 | "If You Leave Me Now" in de Nederlandse Single Top 100 - binnen: 23-10-1976 | "If You Leave Me Now" in de Nederlandse Single Top 100 - binnen: 23-10-1976 | "If You Leave Me Now" in de Nederlandse Single Top 100 - binnen: 23-10-1976 | "If You Leave Me Now" in de Nederlandse Single Top 100 - binnen: 23-10-1976 | "If You Leave Me Now" in de Nederlandse Single Top 100 - binnen: 23-10-1976 | "If You Leave Me Now" in de Nederlandse Single Top 100 - binnen: 23-10-1976 | "If You Leave Me Now" in de Nederlandse Single Top 100 - binnen: 23-10-1976 | "If You Leave Me Now" in de Nederlandse Single Top 100 - binnen: 23-10-1976 | "If You Leave Me Now" in de Nederlandse Single Top 100 - binnen: 23-10-1976 | "If You Leave Me Now" in de Nederlandse Single Top 100 - binnen: 23-10-1976 | "If You Leave Me Now" in de Nederlandse Single Top 100 - binnen: 23-10-1976 | "If You Leave Me Now" in de Nederlandse Single Top 100 - binnen: 23-10-1976 | "If You Leave Me Now" in de Nederlandse Single Top 100 - binnen: 23-10-1976 | "If You Leave Me Now" in de Nederlandse Single Top 100 - binnen: 23-10-1976 |
| Week                                                                        | 1                                                                           | 2                                                                           | 3                                                                           | 4                                                                           | 5                                                                           | 6                                                                           | 7                                                                           | 8                                                                           | 9                                                                           | 10                                                                          | 11                                                                          | 12                                                                          | 13                                                                          | 14                                                                          |                                                                             |
| --------------------------------------------------------------------------- | --------------------------------------------------------------------------- | --------------------------------------------------------------------------- | --------------------------------------------------------------------------- | --------------------------------------------------------------------------- | --------------------------------------------------------------------------- | --------------------------------------------------------------------------- | --------------------------------------------------------------------------- | --------------------------------------------------------------------------- | --------------------------------------------------------------------------- | --------------------------------------------------------------------------- | --------------------------------------------------------------------------- | --------------------------------------------------------------------------- | --------------------------------------------------------------------------- | --------------------------------------------------------------------------- | --------------------------------------------------------------------------- |
| Nummer                                                                      | 21                                                                          | 16                                                                          | 13                                                                          | 8                                                                           | 4                                                                           | 3                                                                           | 2                                                                           | 2                                                                           | 1                                                                           | 1                                                                           | 2                                                                           | 3                                                                           | 6                                                                           | 16                                                                          | uit                                                                         |

### NPO Radio 2 Top 2000
| Nummer met noteringen in de NPO Radio 2 Top 2000 | '99 | '00 | '01 | '02 | '03 | '04 | '05 | '06 | '07 | '08 | '09 | '10 | '11 | '12 | '13 | '14 | '15 | '16 | '17 | '18 | '19 | '20 | '21  | '22  | '23  | '24  |
| ------------------------------------------------ | --- | --- | --- | --- | --- | --- | --- | --- | --- | --- | --- | --- | --- | --- | --- | --- | --- | --- | --- | --- | --- | --- | ---- | ---- | ---- | ---- |
| If You Leave Me Now                              | 104 | 103 | 103 | 119 | 218 | 165 | 214 | 250 | 222 | 194 | 288 | 252 | 383 | 634 | 677 | 627 | 716 | 550 | 597 | 806 | 858 | 907 | 1063 | 1187 | 1143 | 1216 |

1. ↑  Een vetgedrukt getal geeft de hoogste notering aan.